# Grand Veymont
Grand Veymont – szczyt w Préalpes du Dauphiné, części Alp Zachodnich. Leży w południowo-wschodniej Francji w regionie Owernia-Rodan-Alpy. Jest to najwyższy szczyt masywu Vercors. Góruje nad miejscowością Gresse-en-Vercors.